# Arrondissement de Taïf
La commune de Taïf est l'un des arrondissements du Sénégal. Il est situé à l'est du département de Mbacké, dans la région de Diourbel.
Il compte deux communautés rurales :
- Communauté rurale de Taïf
- Communauté rurale de Sadio

Son chef-lieu est Taïf.